# Tour della nazionale maschile di rugby a 15 della Nuova Zelanda 1988

## Risultati

### I test match
| Arbitro: | Fred Howard |

|             |      |                                            |
| I. Williams | mt   | Kirwan (2), McDowall, Schuster, A. Whetton |
|             | tr   | Fox (3)                                    |
| Lynagh      | c.p. | Fox (2)                                    |

| Arbitro: | Brian Anderson |

|                    |      |                          |
| Grant, I. Williams | mt   | M. Jones, Kirwan, Wright |
| Leeds              | tr   | Fox (2)                  |
| Leeds (3)          | c.p. | Fox                      |

| Arbitro: | Brian Anderson |

|        |      |                          |
| Walker | mt   | Deans, Gallagher, Kirwan |
| Lynagh | tr   | Fox (3)                  |
| Leeds  | c.p. | Fox (4)                  |

### Gli altri incontri
| Perth 19 giugno 1988 | Australia Occidentale | 3 – 60 | Nuova Zelanda XV | Perry Lakes Stadium (14 500 spett.)\| Arbitro: \| H. v.d. Westhuizen \| |
| Arbitro:             | H. v.d. Westhuizen    |        |                  |                                                                         |

| Sydney 22 giugno 1988 | Randwick  | 9 – 25 | Nuova Zelanda XV | Coogee Oval (9 246 spett.)\| Arbitro: \| B. Kinsey \| |
| Arbitro:              | B. Kinsey |        |                  |                                                       |

| Brisbane 26 giugno 1988 | Australia B         | 4 – 28 | Nuova Zelanda XV | Ballymore Oval (6 500 spett.)\| Arbitro: \| K. V. J. Fitzgerald \| |
| Arbitro:                | K. V. J. Fitzgerald |        |                  |                                                                    |

| Singleton 29 giugno 1988 | NSW Country | 4 – 29 | Nuova Zelanda XV | Rugby Park (5 500 spett.)\| Arbitro: \| M. Edye \| |
| Arbitro:                 | M. Edye     |        |                  |                                                    |

| Queanbeyan 6 luglio 1988 | Territorio Capitale Australiana | 3 – 16 | Nuova Zelanda XV | Seiffert Oval (5 000 spett.)\| Arbitro: \| D. Riorden \| |
| Arbitro:                 | D. Riorden                      |        |                  |                                                          |

| Brisbane 10 luglio 1988 | Queensland    | 12 – 27 | Nuova Zelanda XV | Ballymore Oval (16 000 spett.)\| Arbitro: \| R. J. Fordham \| |
| Arbitro:                | R. J. Fordham |         |                  |                                                               |

| Townsville 13 luglio 1988 | Queensland B  | 3 – 39 | Nuova Zelanda XV | Hugh St. Rugby Park (6 500 spett.)\| Arbitro: \| A. R. MacNeil \| |
| Arbitro:                  | A. R. MacNeil |        |                  |                                                                   |

| Gosford 20 luglio 1988 | Nuovo Galles del Sud B | 9 – 45 | Nuova Zelanda XV | Grahame Park (6 000 spett.)\| Arbitro: \| P. McPhillips \| |
| Arbitro:               | P. McPhillips          |        |                  |                                                            |

| Sydney 23 luglio 1988 | Nuovo Galles del Sud | 6 – 42 | Nuova Zelanda XV | Concord Oval (9 255 spett.)\| Arbitro: \| C. Waldron \| |
| Arbitro:              | C. Waldron           |        |                  |                                                         |

| Melbourne 26 luglio 1988 | Victorian Invitation XV | 8 – 84 | Nuova Zelanda XV | Olympic Park (7 500 spett.)\| Arbitro: \| B. Feinberg \| |
| Arbitro:                 | B. Feinberg             |        |                  |                                                          |